# (35172) 1993 TA3
1993 TA3 (asteroide 35172) é um asteroide da cintura principal. Possui uma excentricidade de 0.15738100 e uma inclinação de 3.97331º.
Este asteroide foi descoberto no dia 11 de outubro de 1993 por Kin Endate e Kazuro Watanabe em Kitami.